# عادل عبدالله (بازیکن فوتبال، زاده ۱۹۲۳)
عادل عبدالله (عربی: عادل عبدالله؛ ۱ ژانویهٔ ۱۹۲۳ – ۱ ژوئیهٔ ۱۹۸۶) بازیکن فوتبال اهل عراق بود.
وی همچنین در تیم ملی فوتبال عراق بازی کرده‌است.